# In My Feelings
"In My Feelings"는 캐나다의 래퍼 드레이크의 노래로, 2018년 7월에 공개되었다.                    이 노래가 큰 인기를 끌게 된 이유는 한 인스타그램 유저가 이 노래에 맞춰 댄스하는 비디오를 올린 것이 화제가 되어 네티즌들 사이에서 자신의 댄스가 담긴 비디오를 소셜 네트워크에 업로드하는 "In My Feelings Challenge" 혹은 "Kiki Challenge(키키 챌린지)"가 크게 유행했기 때문이다.  "In My Feelings"는 이와 같은 댄스 챌린지 열풍에 힘입어 빌보드 핫100  ' 10주 연속 1위 '라는 대성공을 거두게 되었다.

## 인증
| 국가                                                             | 인증        | 판매량/출하량 |
| ---------------------------------------------------------------- | ----------- | ------------- |
| 오스트레일리아 (ARIA)                                            | 3× 플래티넘 | 210,000       |
| 벨기에 (BEA)                                                     | 플래티넘    | 40,000        |
| 브라질 (Pro-Música Brasil)                                       | 플래티넘    | 40,000        |
| 캐나다 (뮤직 캐나다)                                             | 5× 플래티넘 | 400,000       |
| 덴마크 (IFPI Danmark)                                            | 플래티넘    | 90,000        |
| 프랑스 (SNEP)                                                    | 플래티넘    | 200,000       |
| 이탈리아 (FIMI)                                                  | 2× 플래티넘 | 100,000       |
| 멕시코 (AMPROFON)                                                | 플래티넘    | 60,000        |
| 뉴질랜드 (RMNZ)                                                  | 플래티넘    | 30,000        |
| 포르투갈 (AFP)                                                   | 플래티넘    | 10,000        |
| 스페인 (PROMUSICAE)                                              | 골드        | 20,000        |
| 스웨덴 (GLF)                                                     | 플래티넘    | 8,000,000     |
| 영국 (BPI)                                                       | 플래티넘    | 600,000       |
| 미국 (RIAA)                                                      | 5× 플래티넘 | 5,000,000     |
| 판매량+스트리밍을 기반으로 한 인증 · 스트리밍을 기반으로 한 인증 |             |               |